# Sedna Planitia
Pour les articles homonymes, voir Sedna.
Sedna Planitia est une vaste plaine de lave située sur la planète Vénus par 42,7° N et 340,7° E, au sud d'Ishtar Terra. Prenant naissance au sud de Lakshmi Planum, elle s'étire sur 3 570 km jusqu'aux Manzan-Gurme Tesserae, qui la séparent de Bereghinya Planitia. Ses surfaces seraient antérieures aux reliefs ceinturant le plateau de Lakshmi,.